# Folke Lind
Folke Lind

Link zum Bild

(Bitte Urheberrechte beachten)
Folke Bertil Lind (* 4. April 1913; † 6. Februar 2001) war ein schwedischer Fußballnationalspieler.

## Werdegang
Lind spielte zwischen 1932 und 1948 für GAIS Göteborg. Mit 265 Spiele in der Allsvenskan ist er Rekordspieler des Vereins. Dabei gelangen dem Mittelfeldspieler acht Tore. Auch nach dem Abstieg in Division II 1937 blieb er dem Klub treu und schaffte 1940 mit der Mannschaft den Wiederaufstieg. In der zweiten Liga spielte er 40 Mal, blieb aber ohne Torerfolg. 1942 gewann er den Svenska Cupen. Im Finalspiel gegen IF Elfsborg erzielte er den entscheidenden Treffer zum 2:1-Erfolg.
Lind war zudem schwedischer Nationalspieler. Sein einziger Einsatz im blau-gelben Dress datiert von den Olympischen Spielen 1936, als die schwedische Auswahl überraschend Japan mit 2:3 unterlag. Dennoch gehörte er bei der Weltmeisterschaft 1938 zum Kader der Blågult.